# Diadelia ochreovittata
Diadelia ochreovittata là một loài bọ cánh cứng trong họ Cerambycidae.